# 奥野奏
奥野奏（おくのそう、1990年〈平成2年〉4月14日-）は、日本のYouTuber。

## 来歴
1990年4月14日生まれ、東京都板橋区出身。
早稲田大学高等学院を卒業後早稲田大学社会科学部に進学。
2013年に早稲田大学を卒業
大学卒業後はソフトバンクテレコムに就職し、福岡県に営業職として配属される。しかし「お笑い芸人になりたい」という子供の頃からの夢が諦めきれず、福岡のインディーズライブ「お笑い番長」にピン芸人としてエントリーし、フリップ芸を披露していた。会社を辞め2015年に吉本総合芸能学院（NSC）へ東京21期生として入学。
2016年4月「スバル」というコンビ名で吉本興業所属芸人としてデビュー。2017年に解散。
2016年11月にYouTubeにて靴磨き系チャンネル「靴磨き芸人奥野の『兎にも角にも靴磨き』」を開設。
2017年11月に料理系チャンネル「おっくんの宅飲みグルメ」を開設。
2019年2月には「靴磨き選手権2019」に出場し準決勝進出。
2020年7月19日、東京都豊島区西池袋に靴磨き＆革靴専門店「SHOEBOYS」をオープン。
2022年11月12日、オリジナルクラフトビール「BEEER」を発売。

## 書籍
かんたん!うまい!おっくんの史上最強の宅飲みご飯（2020年5月27日、KADOKAWA）ISBN 978-4-04-604826-4